# أوتو لارسن (عالم اجتماع)
أوتو لارسن (بالإنجليزية: Otto Larsen)‏ هو عالم اجتماع أمريكي، ولد في 23 يناير 1922 في سياتل في الولايات المتحدة، وتوفي في 20 مايو 2007.